# Lehi (profet)
Lehi är en profet i Mormons bok. Make till Sariah, far till Laman, Lemuel, Sam, Jakob och profeten Nephi, enligt Jesu Kristi Kyrka av Sista Dagars Heliga och andra mormonsamfund. 